# コスモスジャパン

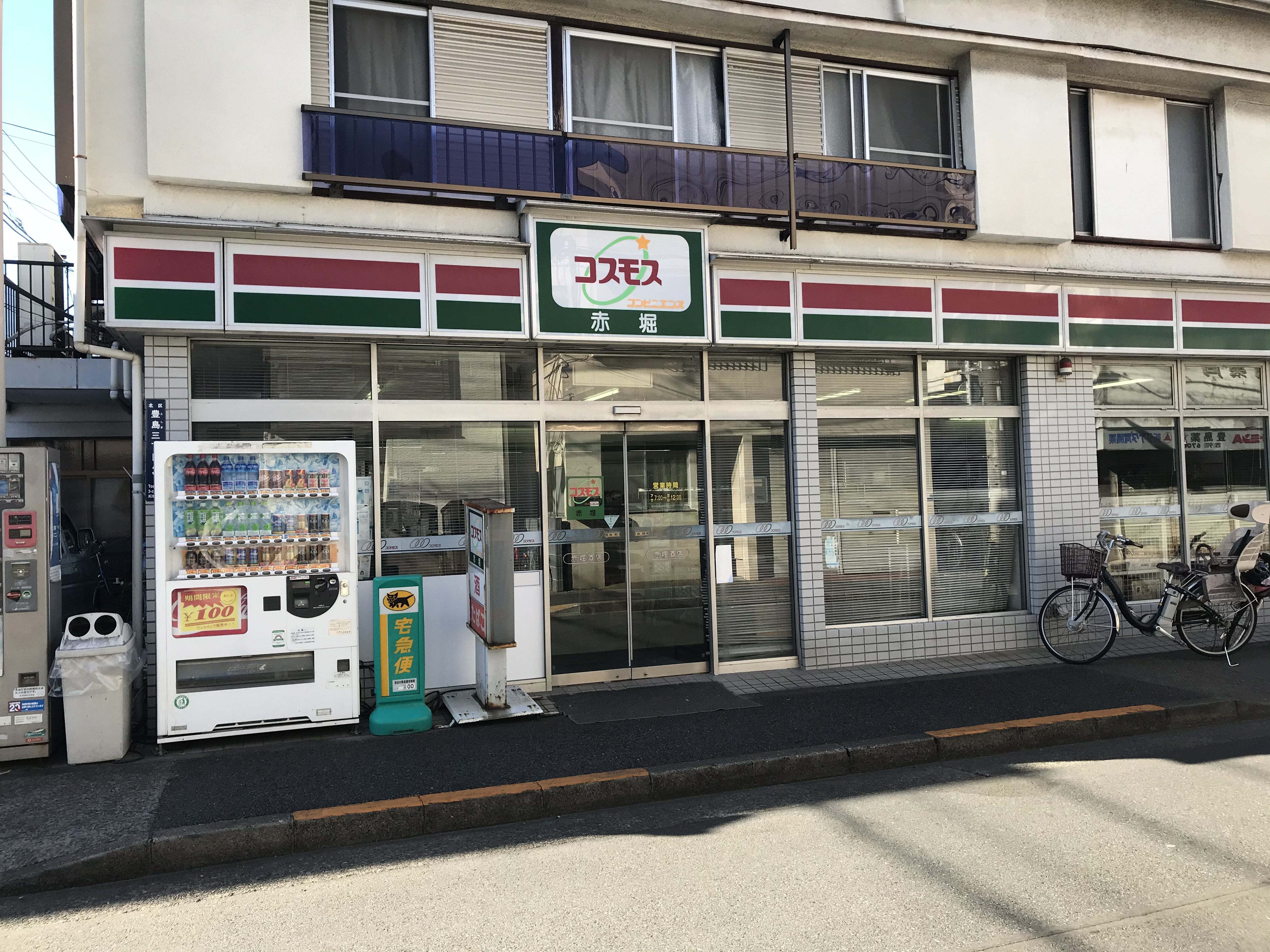
店舗の例（東京都北区）

コスモスジャパン株式会社（Cosmos Japan Co.,Ltd.）は、ボランタリーチェーンで展開するコンビニエンスストア会社である。本社を千葉県松戸市に置く企業である。

## 概要
創業者である滝口一男は、元々大手コンビニエンスストアの加盟店を経営し、その後東京コンビニエンスシステム（TCS）を経営、200店舗を超えるまでに成長させた実績を持つ。その後1994年4月、渡辺家孝と共に資本金1900万円でコスモスジャパンを設立、1996年7月には51店舗が加盟するまでになっている。その後も加盟店は増え続け一時期には102店舗が加盟し、北関東支社・横浜支社・福島支社がそれぞれあった。現在は規模が縮小し、千葉県の他に東京都・神奈川県・茨城県・埼玉県・栃木県が事業範囲となっている。
1996年10月には、コスモスジャパンのほかにエリアリンク・フレンドマートによって商品仕入れの協議会が作られ、その後株式会社VMNの業務提携を経て、2006年2月株式会社キャフリテールサポートに参加している。
大手チェーンは売上総利益（粗利）に対しロイヤルティーとして40〜50%を本部に支払うのに対し、ここでは本部に月額5万円の会費を支払う仕組みである。また、営業時間・定休日もオーナー判断で決めることができる。

## 沿革
- 1994年4月 - コスモスジャパン株式会社が設立される。
- 1996年10月 - エリアリンク･フレンドマートと共に商品仕入れの協議会を作る。
- 2006年2月 - キャフリテールサポートに参加する。